# Rwamiko (Sektor)
Rwamiko ist einer von 21 Sektoren im Distrikt Gicumbi in der Nordprovinz von Ruanda.

## Geographie
Rwamiko hat eine Fläche von 28,5 km² und liegt auf einer Höhe von etwa 1720 m. Der Sektor unterteilt sich in die drei Zellen Cyeru, Kigabiro und Nyagahinga und umfasst 19 Dörfer. Nachbarsektoren sind im Nordwesten Rutare, im Nordosten Giti, im Südosten Bukure und im Südwesten Rutunga. Rwamiko liegt im Südwesten am Muhazi-See bzw. seinem Abfluss Nyabugogo. Die Westgrenze bildet der Fluss Gaseke, der in den Nyabugogo mündet.

## Bevölkerung
Nach der Volkszählung von 2022 betrug die Einwohnerzahl 14.821 Einwohner. Zehn Jahre zuvor waren es 12.959, was einem jährlichen Bevölkerungszuwachs von 1,4 Prozent zwischen 2012 und 2022 entspricht.

## Verkehr
Durch den Sektor verläuft eine District Road und die Nationalstraße 23 verläuft entlang des Ufers des Muhazi-Sees an der Südwestgrenze des Sektors. Beide Straßen sind Stand 2022 nicht asphaltiert.